# سيرجي دوران
سيرجي دوران (بالإسبانية: Sergi Durán)‏ مواليد 23 يونيو 1976، هو لاعب كرة مضرب إسباني سابق وكان يلعب باليد اليمنى. أعلى تصنيف له في الفردي كان المركز الـ 321 في سنة 1999. أعلى تصنيف له في الزوجي كان المركز الـ 281 في سنة 1997.

## روابط خارجية
- سيرجي دوران على موقع رابطة محترفي التنس (الإنجليزية)
- سيرجي دوران على موقع الاتحاد الدولي لكرة المضرب (الإنجليزية)
- سيرجي دوران على موقع خلاصة التنس.كوم (الإنجليزية)